# سلفاديميثوكسين
سلفاديميوثوكسين  أو سولفاديميوثوكسين Sulfadimethoxine (الاسم التجاري Di-Methox، Albon) هو مضاد حيوي من زمرة السلفوناميد. ويتم إنتاج الAlbon من قبل شركة فايزر لصحة الحيوان وهو متوفر كمعلق عن طريق الفم أو كأقراص أو كجرعة وحيدة تعطى دفعة واحدة. يستخدم لعلاج الالتهابات كثيرة من بينها علاج المسالك البولية، والجهاز التنفسي، الالتهابات المعوية، والتهابات الأنسجة الرخوة. هو الأكثر استخداما في الطب البيطري. سلفاديميثوكسين يمنع البكتيريا من تركيب حمض الفوليك (حمض pteroylglutamic) المشتق من حمض بارا أمينو بنزوئيك. كما أنها تستخدم عادة لعلاج الكوكسيديا في كثير من الأنواع.
تمت الموافقة سلفاديميثوكسين في روسيا لاستخدامها في البشر، بمن فيهم الأطفال، واستخدمت بنجاح هناك لأكثر من 35 عاما. وهي متاحة على نطاق واسع في روسيا باعتباره دواء من دون وصفة طبية المصنعة من قبل عدد من شركات الأدوية الروسية.

## الاستخدام الطبي
ويمكن استخدامه ل:
- التهاب الرحم.
- التهاب اللوزتين.
- التهاب البلعوم.
- الالتهاب الرئوي.
- تقيح الرحم.
- التهابات الشرج.
- التهاب الجلد.
- الجروح والدمامل.
- الالتهابات المعوية بالسالمونيلا.
- التهاب الأمعاء المرتبطة الكوكسيديا في الكلاب.

## الآثار الجانبية
بعض الآثار الجانبية:
- احمرار في العين.[5]
- الأعراض الأخرى المتعلقة بالعين.
- نزيف.
- القيء والإسهال.
- زيادة العطش هو شائع أثر جانبي شائع.[5]
- الحكة المستمرة.

يجب أن تبقى الحيوانات جيدا مرواة بكميات جيدة من الماء لمنع تكوين بلورات السلفا في بول الحيوان.

## فعاليته
وقد تبين أنه فعال ضد المكورات العقدية، الكلبسيلا، بروتيوس، الشيغلا، العنقوديات، الايكولاي, والسالمونيلا.

## وصلات خارجية
- Albon Oral Suspension product overview
- Albon Tablets product overview
- Albon Bolus product overview
- Coccidia Treatment
- Sulfadimethoxine